# Cherninia
Cherninia es un género extinto de temnospóndilo mastodonsáurido. Vivió durante el Triásico medio en lo que hoy es la India. Esta especie tenía un enorme cráneo que fue de 1,4 m (4,6 pies) de largo. La longitud del cuerpo se cree que haya sido hasta 4,3 m (14,1 pies) de longitud.

## Literatura
- Chernin, S., and Cosgriff, J. W., 1975, Further consideration of the capitosaurid from the upper Luangwa Valley, Zambia: Palaeontologica africana, v. 18, p. 143-148.
- Mukherjee, R. N., and Sengupta, D. P., 1998, New Capitosaurid amphibians from the Triassic Denwa Formation of the Satpura Gondwana Basin, central India: Alcheringa, v. 22, p. 317-327.
- R. Schoch and A. R. Milner. 2000. Stereospondyli. Handbuch der Paläoherpetologie - Encyclopedia of Paleoherpetology 3B:1-203
- R. J. Damiani. 2001. A systematic revision and phylogenetic analysis of Triassic mastodonsauroids (Temnospondyli: Stereospondyli). Zoological Journal of the Linnean Society 133(4):379-482
- Damiani, Ross J., 2001: Cranial anatomy of the giant Middle Triassic temnospondyl Cherninia megarhina and a review of feeding in mastodonsaurids. Paleontología Africana, 37: 41-52
- Fortuny, J.; Galobart, À.; Santisteban, C. D. (2011). "A New Capitosaur from the Middle Triassic of Spain and the Relationships within the Capitosauria". Acta Palaeontologica Polonica 56 (3): 553.

- Datos: Q5092056
- Multimedia: Cherninia / Q5092056